# Zlatná na Ostrove
Zlatná na Ostrove (maďarsky Csallóközaranyos, do roku 1907 Aranyos, německy Golddorf) je obec na jihozápadě Slovenska v okrese Komárno v Nitranském kraji. Žije v ní přibližně 2 400 obyvatel.

## Historie
Území obce bylo osídleno už ve starší době kamenné. Obec je poprvé písemně zmiňována v roce 1094 jako Locus Aureus. Jméno odkazuje na rýžoviště zlata na Dunaji. Ve 13. století náležela k panství Komárenského hradu.
Do roku 1918 patřila obec spadající do Komárňanské župy (Komárom vármegye) k Uhersku. V listopadu 1918 byla obsazena československou armádou a po podepsání Trianonské smlouvy připadla obec oficiálně Československu, respektive Slovensku. Na základě První vídeňské arbitráže byla v letech 1938 až 1945 součástí Maďarska.

## Přírodní poměry
Obec se rozkládá v Podunajské nížině, v jihovýchodní části Žitného ostrova v nadmořské výšce 110–120 metrů. Řeka Dunaj, která protéká jižně od obce, zde tvoří státní hranici mezi Slovenskem a Maďarskem. K obci patří také říční Veľkolélský ostrov, jenž je také součástí Chráněné krajinné oblasti Dunajské luhy. Zlatná na Ostrove leží asi dvanáct kilometrů západně od Komárna. Obcí prochází silnice I/63 a železniční trať spojující Komárno s Bratislavou. V katastrálním území obce leží přírodní rezervace Zlatniansky luh.

## Obecní správa
Administrativně se obec dělí na části Horná Zlatná (maďarsky Felaranyos), Veľký Lél (přičleněno v roce 1873, maďarsky Nagylél) a Zlatná na Ostrove. Sousedními obcemi sídla jsou Komárno, Komárom a Ács.

## Školy
- Základní škola a mateřská škola Móra Kóczána s vyučovacím jazykem maďarským, Komenského 586, Zlatná na Ostrove[4]

## Pamětihodnosti

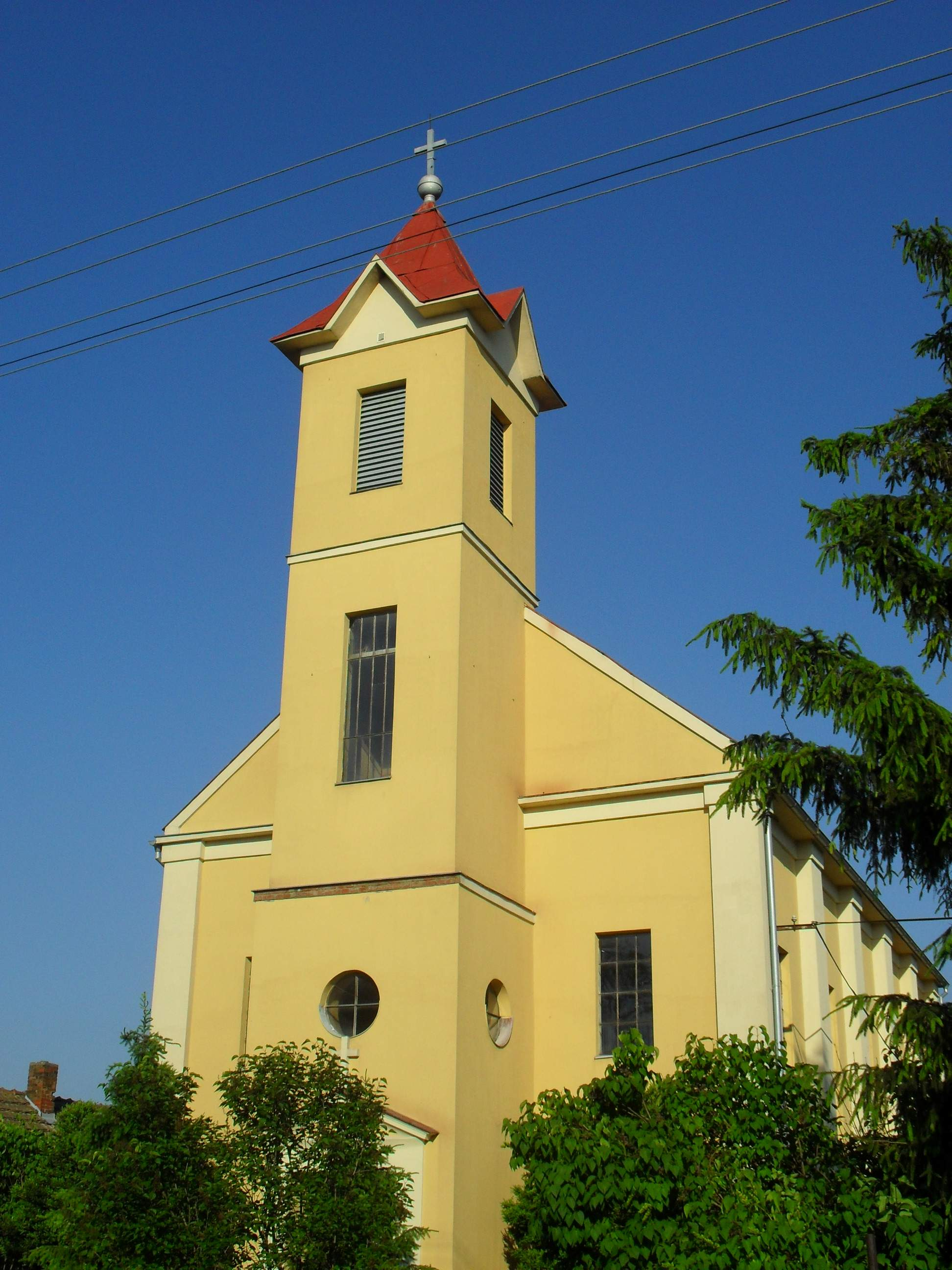
Katolický kostel

- Kalvínský kostel Reformované křesťanské církve, pravděpodobně z roku 1794